# سارا ژودوان دی ماریا
سارا ژودوان دی ماریا (انگلیسی: Sarah Jodoin Di Maria؛ زادهٔ ۳ ژانویهٔ ۲۰۰۰) شیرجه‌رو زن متولد کانادا اهل ایتالیا است.
وی در مسابقات کشوری و بین‌المللی در مجموع برندهٔ ۱ مدال طلا، ۱ مدال نقره، ۱ مدال برنز شده‌است.